# 二战末期组建的大日本帝国陆军师团
大日本帝國陸軍在1945年5月太平洋战争末期第三次擴編師團，一共組建8個機動打擊師團和11個沿岸配備師團。

## 沿岸配备师团

### 第320师团
第320师团于1945年7月25日在大邱组建，该师团主要负责从大邱到首尔的治安。1945年8月9日苏联开始入侵满洲后，该师团奉命向北移动到元山，但由于日本投降于1945年8月15日投降而没有完成转移。